# Lepidoziaceae
Lepidoziaceae es una familia de hepáticas del orden Jungermanniales. Tiene los siguientes géneros:

## Descripción
Las especies pueden ser desde color verde oscuro, con algunas especies de Bazzania color verde azulado a marrón. Cuando la planta tiene ramas, no crecen desde la parte inferior del vástago. Las hojas no se doblan, pero son lobuladas o divididas. Las especies que crecen como plantas más grandes tienen las puntas de las hojas divididas en dos o tres lóbulos o dientes. Las especies más pequeñas tienen típicamente sus hojas divididas hasta la base entre cuatro y cincuenta y ocho hebras de hilo de células. Las hojas inferiores también varían, pero típicamente se asemejan a versiones más pequeñas de las hojas laterales.
Los rizoides son pocos y restringidos a la base de las hojas inferiores. Especies de Bazzania pueden tener ramas ventrales largas.

## Taxonomía
Lepidoziaceae fue descrita por Karl Gustav Limpricht y publicado en Kryptogamen-Flora von Schlesien 1: 310. 1877.

## Géneros
| Acromastigum A. Evans Arachniopsis Spruce Austrolembidium Hässel Bazzania S. Gray Chloranthiela Schust. Dendrobazzania Schust. et Schof. Drucella Hodgs. Hyalolepidozia S. Arn. ex Grolle Hygrolembidium Schust. | Isolembidium Schust. Kurzia Martens Lembidium Mitt. Lepidozia (Dum.) Dum. Mastigopelma Mitt. Megalembidium Schust. Micropterygium Lindenb. et al. Mytilopsis Spruce Neogrollea Hodgs. Odontoseries Fulf. | Paracromastigum Fulf et J. Tayl. Protocephalozia (Spruce) Goebel Pseudocaphalozia Schust. Psiloclada Mitt. Pteropsiella Spruce Sprucella Steph. Telaranea Spruce ex Schiffn. Zoopsidella Schust. Zoopsis J. D. Hook. ex Gott. et al. |